# 仲田正機
仲田 正機（なかた まさき、1942年1月1日 - ）は、日本の経営学者。学位は、経営学博士（立命館大学・1985年）（学位論文「現代企業構造と管理機能」）。立命館大学名誉教授。

## 略歴
大阪府大阪市生まれ。1964年同志社大学商学部卒、1967年同大学院商学研究科修士課程修了。1985年「現代企業構造と管理機能」で立命館大学より経営学博士の学位を取得。長崎県立国際経済大学講師、助教授、1981年立命館大学経営学部助教授、教授、2012年定年となり、名誉教授。

## 著書
- 『現代企業構造と管理機能』中央経済社 1983
- 『現代アメリカ管理論史』ミネルヴァ書房 1985

### 共編著
- 『転換期の経営学』稲村毅共編著 中央経済社 1992
- 『企業間の人的ネットワーク 取締役兼任制の日米比較』細井浩一,岩波文孝共著 同文舘出版 1997
- 『現代企業の所有・支配・管理 コーポレート・ガバナンスと企業管理システム』植竹晃久共編著 ミネルヴァ書房 叢書現代経営学 1999
- 『企業経営変革の新世紀』夏目啓二共編著 同文舘出版 2002
- 『東北アジアビジネス提携の展望』松野周治,徐継舜, 李向平共編著 文眞堂 2004
- 『比較コーポレート・ガバナンス研究 日本・英国・中国の分析』編著 中央経済社 2005
- 『開け行く中国(東北部)の企業を視る』楊秋麗共編著 文理閣 2007

### 翻訳
- ジョン・スコット, キャサリン・グリフ『大企業体制の支配構造 イギリス金融資本と取締役兼任』橋本輝彦共監訳 法律文化社 1987

## 論文
- <仲田正機